# Liviu Popa
Liviu Popa (n. 17 octombrie 1921, Oradea, România – d. 4 martie 1977, București, România) a fost un arhitect, grafician și scenograf de teatru și film. A realizat decorurile pentru filme de referință ale cinematografiei românești precum Pasărea furtunii (1957), Ciulinii Bărăganului (1958), D-ale carnavalului (1959), Telegrame (1960), Setea (1961), Dacii (1967), Columna (1968), Tinerețe fără bătrînețe (1969), Zestrea domniței Ralu (1971), Săptămîna nebunilor (1971), Felix și Otilia (1972), Cantemir (1975) și Mușchetarul român (1975).

## Biografie
S-a născut la 17 octombrie 1921, în orașul Oradea. A absolvit Facultatea de Arhitectură, obținând diploma de arhitect.
Liviu Popa a lucrat ca scenograf de teatru și film, debutând în cinematografie cu decorurile filmului Ciulinii Bărăganului (1957). El citea textul înainte de începerea filmărilor și desena cadrele de filmare, realizând decorurile potrivit personalității sale. Avea talent și inventivitate spontană. Realiza schițe de atmosferă care se vindeau ca picturi. Pentru realizarea decorurilor din filmul Felix și Otilia a obținut, împreună cu Radu Boruzescu, Premiul pentru scenografie al Asociației Cineaștilor din România în 1972.
A murit în urma cutremurului din 4 martie 1977 în garsoniera sa de pe strada Colonadelor, vizavi de Universitate. O parte din schițele sale au fost recuperate de Ioana Cantuniari.
În volumul O istorie subiectivă a scenografiei românești de film, Gheorghe Bălășoiu îl considera „un ardelean care nu se enerva, destin de artist, ultim superb reprezentant al boemei interbelice, stilist inconfundabil, colorist de o rară delicatețe”, care a lăsat în urmă o operă impresionantă în evoluția filmului românesc. Profesoara Elena Saulea, care i-a dedicat un capitol în volumul Maeștri scenografi ai filmului românesc: cinci scenografi la rampă (Ed. Reu Studio, București, 2009), considera că creația lui Liviu Popa se remarca printr-un „anume rafinament și simț aparte al culorii, o atitudine boemă și extravagantă față de viață și o retragere în lumea formelor și a eternului spectral”.
Costumiera Hortensia Georgescu, care a colaborat cu Liviu Popa, îl considera „un autentic pictor (...) un simț sigur al culorii, al proporțiilor” și afirma că el aparținea ca structură unei epoci de mult apuuse, decorurile sale caracterizându-se printr-o opulență medievală. „Ca structură ar fi fost menit să trăiască în altă epocă. Cred că Renașterea i s-ar fi potrivit cu tendința ei de opulență, de acceptare a tot ce e valoare sau viciu omenesc, eliberare de orice constrângere. Mi-l puteam închipui la un ospăț într-o loggie a unui palat din Canal Grande la Veneția, aruncând - așa cum era obiceiul la sfârșitul acestor desfrânate ospețe, să se arunce în canal - cupele și platourile de argint aurite, ca un semn al disprețului pentru valori perisabile, meschin materiale. Se îmbrăca fără să țină seama de canoane, de moda actuală.”'

## Filmografie

### Scenograf
- Pasărea furtunii (1957) - în colaborare cu Liviu Ciulei
- Ciulinii Bărăganului (1958)
- D-ale carnavalului (1959)
- Telegrame (1960)
- Setea (1961)
- Celebrul 702 (1962)
- Lupeni '29 (1962)
- Dragoste lungă de-o seară (1963)
- Dragoste la zero grade (1964) - în colaborare cu Virgil Moise
- Șah la rege (1965)
- Procesul alb (1965)
- Dacii (1967) - în colaborare cu Viorel Ghenea
- Columna (1968)
- Tinerețe fără bătrînețe (1969) - în colaborare cu Ioana Cantuniari
- Doi bărbați pentru o moarte (1970)
- Zestrea domniței Ralu (1971) - în colaborare cu Ștefan Marițan
- Săptămîna nebunilor (1971) - în colaborare cu Ștefan Marițan, Radu Călinescu, Ioana Cantuniari și Ștefan Preda
- Felix și Otilia (1972) - în colaborare cu Radu Boruzescu
- Bariera (1972)
- Porțile albastre ale orașului (1974)
- Cantemir (1975)
- Mușchetarul român (1975)
- Casa de la miezul nopții (1976)
- Premiera (1976)
- O lume fără cer (1981) - în colaborare cu Constantin Simionescu

### Creator de costume
- Setea (1961)
- Dragoste lungă de-o seară (1963)
- Șah la rege (1965)

### Actor
- Facerea lumii (1971)
- Parașutiștii (1973)

## Premii
Scenograful Liviu Popa a obținut, împreună cu Radu Boruzescu, Premiul pentru scenografie al Asociației Cineaștilor din România (ACIN) (1972) pentru decorurile la filmul Felix și Otilia.